# Famille Visvízis
La famille Visvízis est originaire d'Enos en Thrace, aujourd'hui Enez en Turquie. Armateurs puissants en mer Égée et imprégnés par les idéaux de la renaissance culturelle grecque, ils participent à la Révolution grecque dès 1821, comme la plupart des habitants d'Enos. En 1821, les navires commerciaux de la ville étaient environ trois cents et cabotaient jusqu'en Syrie et en Égypte.

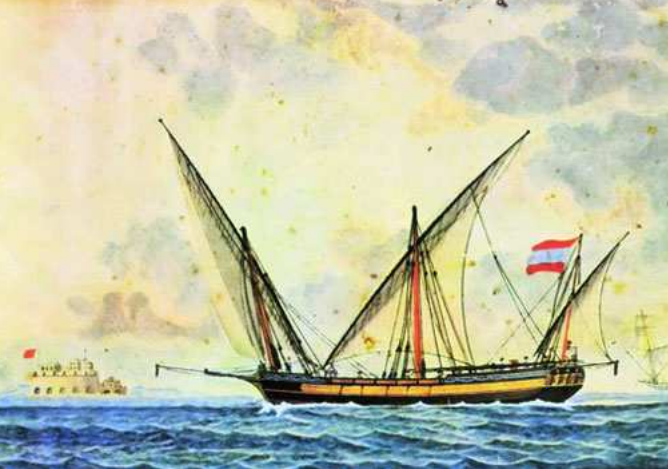
Navire marchand arborant le pavillon des armateurs grecs sous domination ottomane.

## Hadji Antonis Visvízis

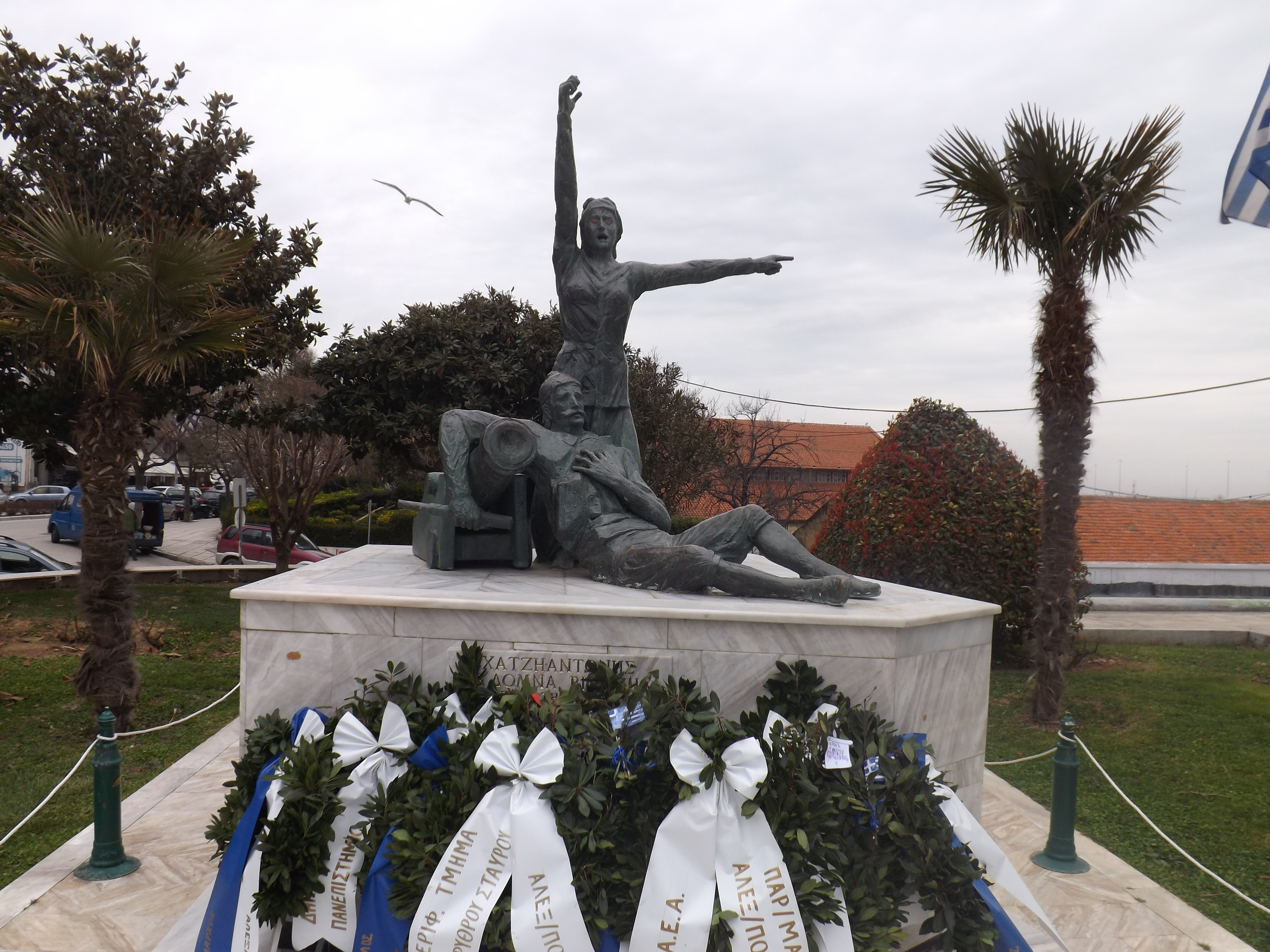
Monument de la famille Visvízis à Alexandroúpoli, Grèce.

Antonis Visvízis était un riche armateur, aussi appelé Hadzi Antonis car il était allé à Jérusalem. Outre sa flotte de commerce, il possédait le brick Kalomoira (« Bonne fortune ») armé de seize canons et ayant un équipage de cent quarante marins commandés par le capitaine Stavris. Au début de la Révolution grecque de 1821, fin avril-début mai 1821, les habitants d'Enos insurgés occupent le fort d'Imbridjé, faisant prisonnière la garnison ottomane, mais des forces turques reprennent rapidement la position. Le 2 mai, une escadre de Psara dirigée par Andreas Giannitsis, bombarde et réoccupe le fort. La Kalomoira participe à cette action. Enos est aux mains de Grecs plusieurs jours, mais au retour des forces ottomanes, de nombreux habitants impliqués dans l'insurrection quittent la ville pour rejoindre les forces grecques révolutionnaires.
C'est le cas d'Antonis Visvízis qui rejoint la flotte grecque avec sa femme et ses 5 enfants pour soutenir les forces insurgées d'Emmanuel Papas en Chalcidique. Ce dernier ayant été tué, la Kalomoira amène sa dépouille salée à Hydra et prend part aux batailles navales d'Athos, Lesbos et Samos. En 1822, Hadzi Antonis exfiltre par mer les combattants grecs de Dimítrios Ypsilántis, d'Odysséas Androútsos et de Nikitaras chassés des environs de Santa-Marina par l'offensive ottomane de Dramali Pacha. Au cours de ces évacuations, Hadzi Antonis Visvízis est tué le 21 juillet 1822 en forçant le blocus ottoman dans le détroit de l'Euripe entre le continent et l'Eubée : son épouse Domna Visvizi le remplace aussitôt au commandement de la Kalomoira et à la tête de leurs entreprises.

## Domna Visvizi

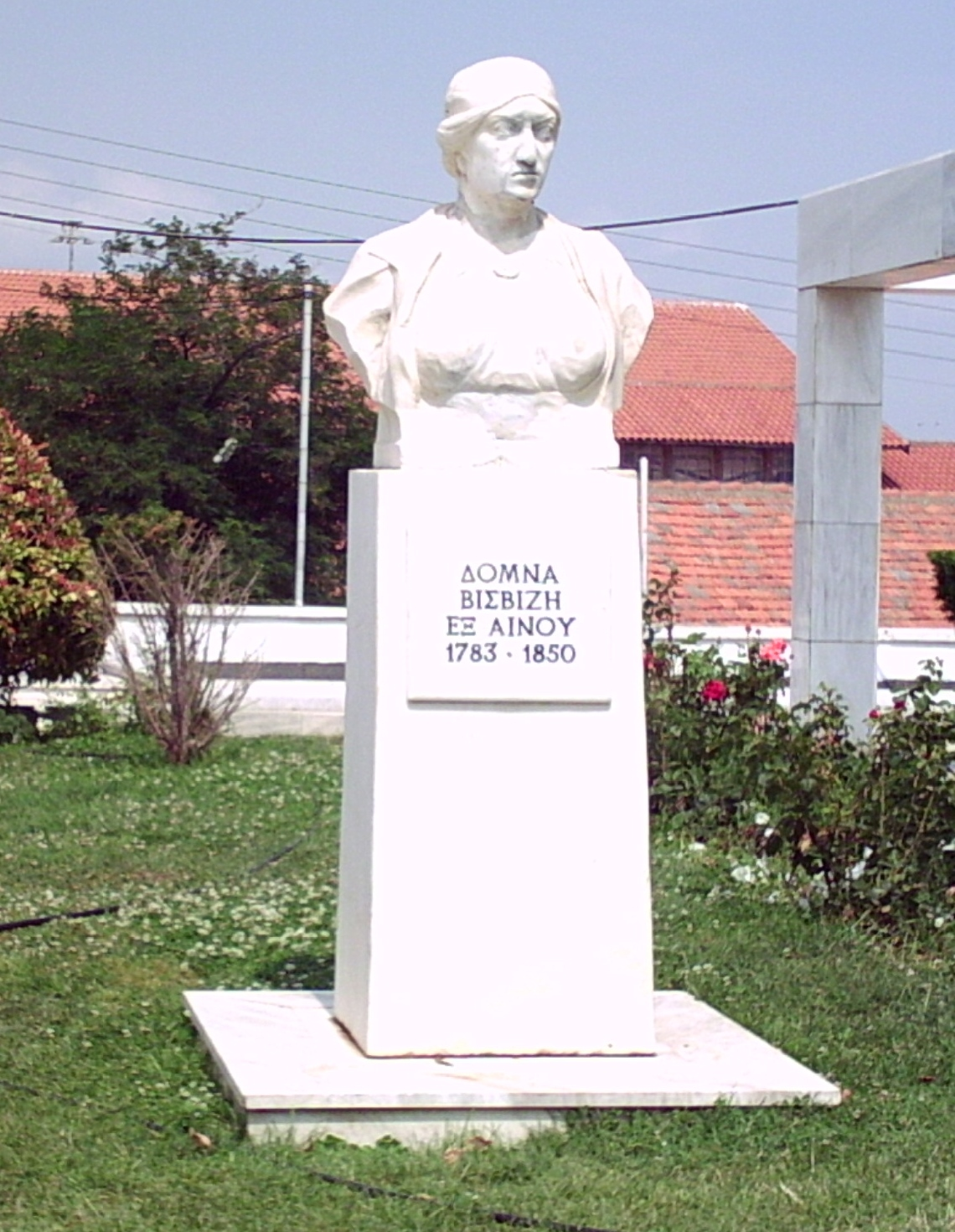
Monument de Domna Visvizi à Alexandroúpoli, Grèce.

Domna était la fille d'un autre riche armateur, née en 1783 et mariée en 1808. Elle avait une expérience similaire à celle d'Antonis, le secondant dans toutes ses entreprises et participant aux luttes de la Révolution grecque. Lors de la mort de son mari, elle franchit avec la Kalomoira le blocus turc et poursuit les transports pour le compte des révolutionnaires grecs. Mais en raison de la guerre, ses affaires périclitent et l'entretien du navire épuisent les finances de la famille, de sorte qu'en septembre 1824 Domna Visvizi le cède au gouvernement révolutionnaire grec en tant que brûlot.
En 1824, Domna Visvizi, avec ses cinq enfants, vit brièvement à Hydra et Syros, et puis à Nauplie. Ayant tout perdu à Énos et épuisé la fortune familiale au service de la Révolution, elle écrit à Kapodístrias pour demander une aide financière qu'elle obtient pour finir d'élever ses enfants. À l'issue de la Révolution Grecque, elle s'installe à Ermoúpoli, dans l'île de Syros, où elle finira sa vie.

## Thémistocle–Timoléon Visvízis

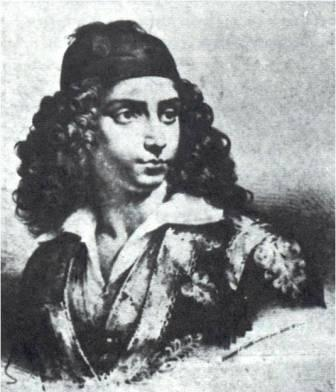
Portrait lithographié de Thémi Visvizi.

Le Comité philhellène de Paris aide les enfants orphelins de combattants de la Révolution grecque, et à ce titre fait venir à Paris pour le former le fils aîné des Visvízis, Thémistocle–Timoléon, dit Thémi. Le jeune étudiant devient la coqueluche de certains salons de l'élite française, comme ceux de Juliette Récamier et de Laure Junot d'Abrantès. Les lithographies de style romantique de Thémi en combattant grec de la liberté sont vendues en France et en Europe occidentale à des milliers d'exemplaires au profit des philhellènes qui fournissent aux combattants grecs des munitions, médicaments et denrées.

## Marioritsa Visvizi
Marioritsa Visvizi dite Maroula, fille d'Antonis et de Domna Visvizi, écrit l'éloge funèbre de son père et obtient de Kapodistrias, le 1er janvier 1829, la publication de cet hommage par l'imprimerie nationale grecque.

## Sources
- M. Koukos, (el) O Ellinismos tis Thrakis ston agona tou 1821, Erodios Publ., Thessalonique 1998 ;
- K. P. Vakalopoulos, (el) Istoria tou Voriou Ellinismou, Kiriakidi Publ., Thessalonique 1990 ;
- P. A. Euthymidès (el) H simvoli tis Thrakis is tous apeletherotikous agones tou ethnous, Aigaio Publ., Thessalonique 2005.